# Rybenské Perničky
Rybenské perničky (745 m n. m.) jsou rulové skály a zároveň stejnojmenná přírodní památka s maximální nadmořskou výškou 748  metrů, dva kilometry západně od Pusté Rybné v okrese Svitavy. Oblast spravuje AOPK ČR, RP Správa CHKO Žďárské vrchy. Důvodem ochrany je význačný skalní útvar.
Skály vznikly ve starších čtvrtohorách a jsou tvořeny ortorulami. Dva oddělené skalní bloky dosahují výšek 8 a 16 m. Název pochází od lidového slova perničky, což jsou prohlubně ve tvaru mísy, z nichž největší dosahuje šířky 60 cm a hloubky 20 cm (odvozeno od výrazu „pernice“, tj. mísa s povrchem uvnitř zdrsněným, v níž se trdlem na jemno třel uvařený mák).
Území má rozlohu 14,052 ha a v druhé polovině roku je na skalách povolena horolezecká činnost.

## Galerie

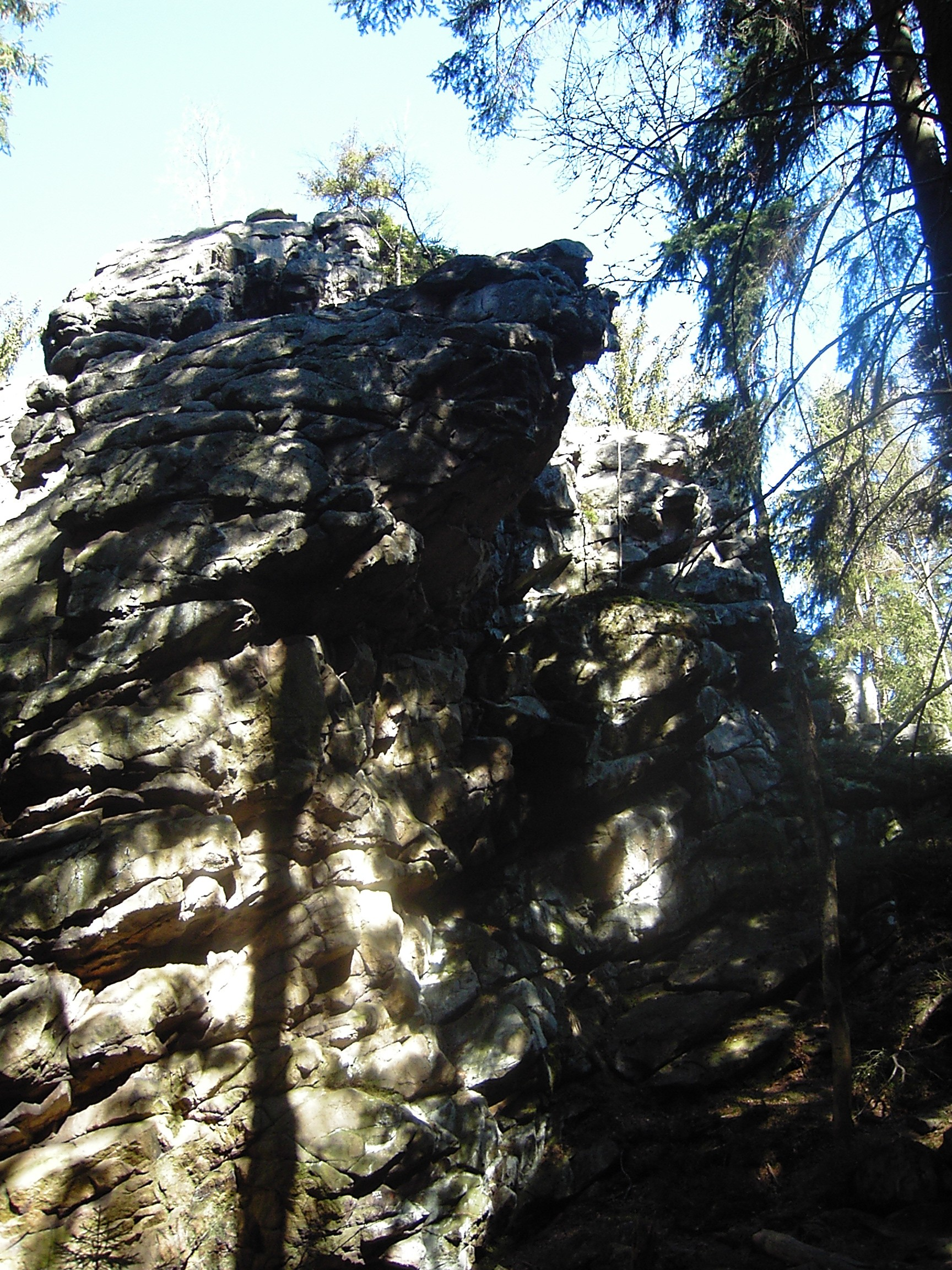
Rybenské perničky
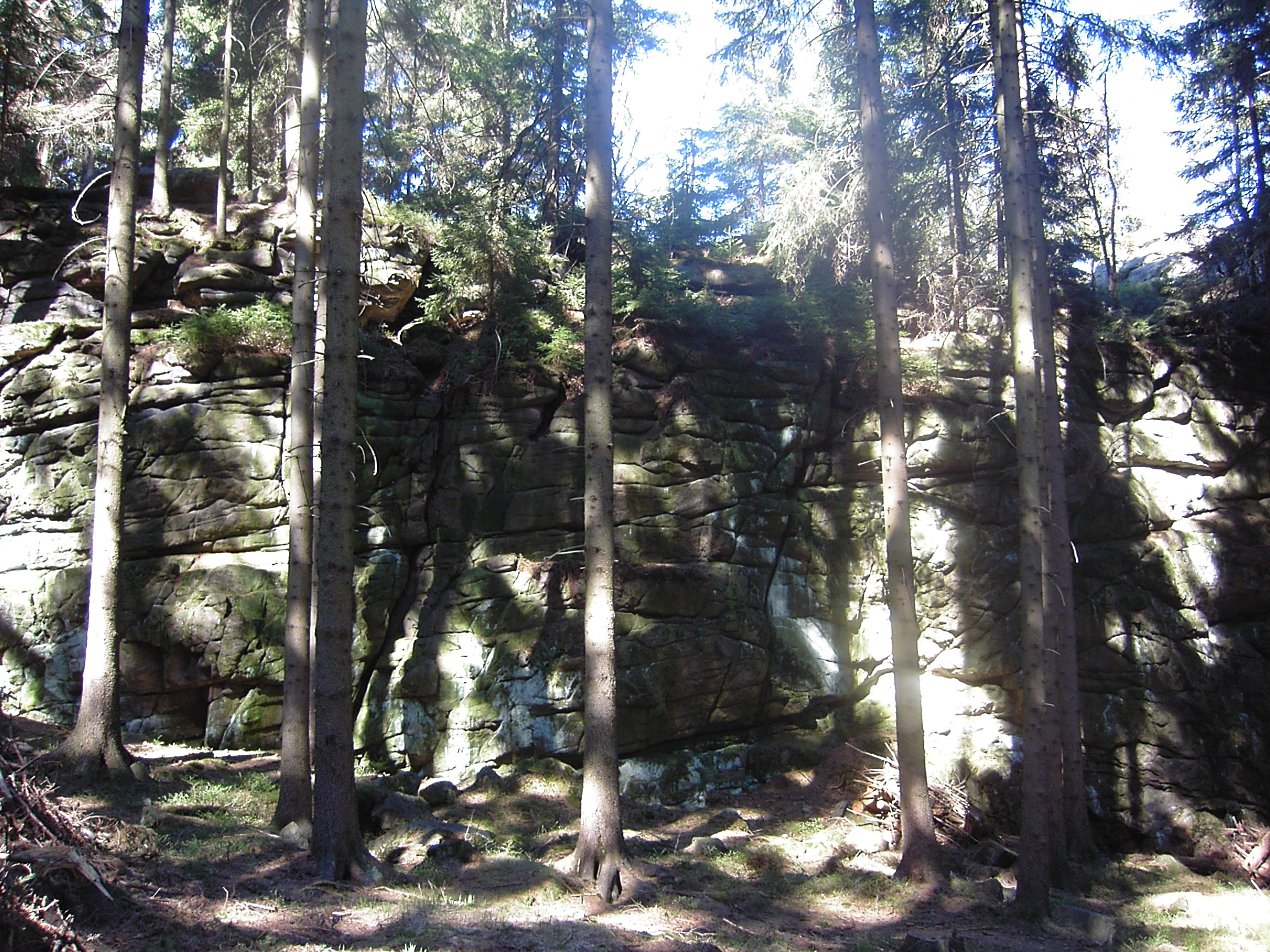
Rybenské perničky
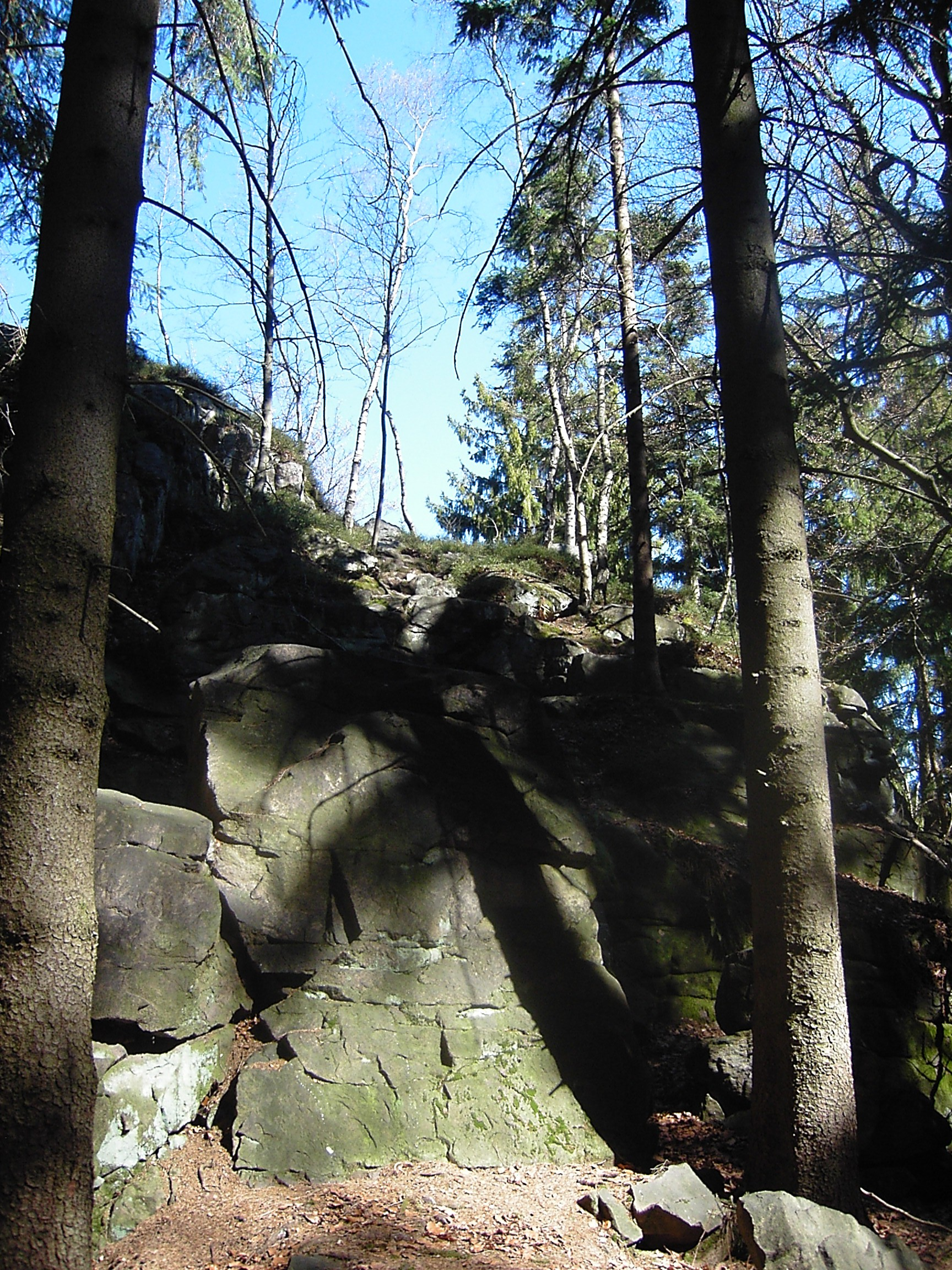
Rybenské perničky